# جيمي وود (لاعب كرة قاعدة)
جيمي وود (بالإنجليزية: Jimmy Wood)‏ هو لاعب كرة قاعدة أمريكي، ولد في 1 ديسمبر 1842 في بروكلين في الولايات المتحدة، وتوفي في 30 نوفمبر 1927 في سان فرانسيسكو في الولايات المتحدة.

## وصلات خارجية
- جيمي وود على موقعبيزبول رفرنس.كوم (الدوري الرئيسي) (الإنجليزية)